# Tunchang
Tunchang ett härad i Hainan-provinsen i sydligaste Kina.